# Nepean (gruva i Australien)
Nepean är en gruva i Australien. Den ligger i kommunen Coolgardie och delstaten Western Australia, omkring 500 kilometer öster om delstatshuvudstaden Perth. Nepean ligger 420 meter över havet.
Trakten runt Nepean är nära nog obefolkad, med mindre än två invånare per kvadratkilometer.. Det finns inga samhällen i närheten. 
Omgivningarna runt Nepean är i huvudsak ett öppet busklandskap. Genomsnittlig årsnederbörd är 414 millimeter. Den regnigaste månaden är januari, med i genomsnitt 74 mm nederbörd, och den torraste är april, med 14 mm nederbörd.